# Шевцова, Марфа Григорьевна
Марфа Григорьевна Шевцова (2 сентября 1924, село Осиновка, Курская губерния — 14 марта 2009, Старый Оскол, Белгородская область) — колхозница, звеньевая колхоза «Дружба», Герой Социалистического Труда (1958).

## Биография
Родилась 2 сентября 1924 года в крестьянской семье в селе Осиновка (сегодня — Шебекинский район Белгородской области). Закончила 9 классов средней школы С 1943 года участвовала в Великой Отечественной войне. После демобилизации возвратилась в родное село, где вступила в колхоз имени Сталина Большетроицкого района (позднее колхоз имени Сталина был переименован в колхоз «Дружба»). Была назначена звеньевой свекловодческого звена.
В 1957 году свекловодческое звено под руководством Марфы Шевцовой собрало по 326 центнеров сахарной свеклы с каждого участка. За этот доблестный труд она была удостоена в 1958 году звания Героя Социалистического Труда.
Избиралась депутатом Шебекинского районного и Белгородского областного советов народных депутатов.
После выхода на пенсию проживала в Старом Осколе. Скончалась 14 марта 2009 года.

## Награды
- Медаль «За боевые заслуги» — награждена 20 апреля 1945 года;
- Герой Социалистического Труда — указом Президиума Верховного Совета СССР от 11 марта 1958 года;
- Орден Ленина (1958);
- Орден Отечественной войны II степени — награждена 12 ноября 1988 года.